# جیمی فلچر
جیمی فلچر (انگلیسی: Jimmy Fletcher; ۱۰ نوامبر ۱۹۳۱ – ۲۲ نوامبر ۲۰۲۰) بازیکن فوتبال اهل بریتانیا بود.
از باشگاه‌هایی که در آن بازی کرده‌است می‌توان به باشگاه فوتبال مارگیت، باشگاه فوتبال دارتفورد، باشگاه فوتبال فورشم تاون، باشگاه فوتبال ساوتند یونایتد، باشگاه فوتبال گیلینگام، باشگاه فوتبال ابسفلیت یونایتد، و باشگاه فوتبال چتم اشاره کرد.
وی همچنین در تیم ملی فوتبال England Amateur بازی کرده‌است.